# Ghozali Muharam Siregar
Ghozali Muharam Siregar (sinh ngày 7 tháng 7 năm 1992) là một cầu thủ bóng đá người Indonesia. Hiện tại anh thi đấu cho Persib Bandung ở Liga 1 ở vị trí tiền vệ chạy cánh.

## Danh hiệu
Pro Duta
Vô địch
- Indonesian Premier League: 2013